# Generál pěchoty
Generál pěchoty (německy General der Infanterie) byla vojenská hodnost v armádách Německa a Rakousko-Uherska. Dnes jde o označení důstojníka německé armády, který má na starosti určité otázky výcviku a vyzbrojení německé pěchoty. Současným generálem pěchoty v německé armádě je od září 2016 brigádní generál Andreas Hannemann.